# 148-as busz (Budapest, 1978–1995)
A budapesti 148-as jelzésű autóbusz a Gubacsi út és Csepel, HÉV-állomás között közlekedett. A vonalat a Budapesti Közlekedési Vállalat üzemeltette.

## Története
A 148-as busz 1978. november 1-jén indult Pesterzsébet, Határ út és Csepel, HÉV-állomás között a Pesterzsébet–Csepel HÉV megszűnése miatt. Az új járat éjszaka is közlekedett. Ekkor még a busz a Kereszt utca – Petőfi utca hurokban, később a Bajáki Ferenc utca és a Posztógyár utca érintésével fordult meg, érintve a Csepel Műveket. 1980. március 1-jétől már csak nappal járt.
1995. július 31-én megszűnt, szerepét a 48-as, az 51-es és az 59-es buszjárat vette át.

## Útvonala
| Csepel, HÉV-állomás felé | Gubacsi út felé |
| --- | --- |
| Gubacsi út vá. – Határ út – Helsinki út – Csepeli átjáró – Gubacsi híd – Duna utca – Ady Endre utca – Kossuth Lajos utca – Tanácsház utca – II. Rákóczi Ferenc út – Karácsony Sándor utca – Bajáki Ferenc utca – Posztógyár utca – Csepel, HÉV-állomás vá. | Csepel, HÉV-állomás vá. – II. Rákóczi Ferenc út – Koltói Anna utca – Ady Endre utca – Duna utca – Gubacsi híd – Csepeli átjáró – Helsinki út – Szabadkai út – Gubacsi út – Gubacsi út vá. |

## Megállóhelyei
| 0  | Gubacsi út végállomás                   | 10 | 13, 30, 31                                                            |
| ∫  | Szabadkai út                            | 9  | 23                                                                    |
| 1  | Pestszenterzsébet-felső, HÉV-állomás    | 8  | Ráckevei HÉV 23, 66                                                   |
| ∫  | Csepeli átjáró                          | 7  | 19, 48, 51, 59                                                        |
| 2  | Sósfürdő                                | 6  | 19, 48, 51, 59                                                        |
| 3  | Papírgyár                               | 5  | 48, 51                                                                |
| 4  | Védgát utca                             | 4  | 48, 51                                                                |
| 5  | Kossuth Lajos utca (↓) Ady Endre út (↑) | 3  | 19, 48, 51, 59, 79, 79A                                               |
| 6  | Csepel, Szent Imre tér                  | 2  | 19, 38, 38A, 38, 48, 48A, 51, 52, 59, 59A, 71, 79, 79A, 138, 152, 159 |
| 7  | II. Rákóczi Ferenc út                   | ∫  | Csepeli HÉV 38, 38A, 38, 138, 159                                     |
| 8  | Karácsony Sándor utca                   | 1  | Csepeli HÉV 38, 38A, 138, 159                                         |
| 9  | Csepel Művek II-es kapu                 | ∫  |                                                                       |
| 10 | Déli utca                               | ∫  |                                                                       |
| 11 | Csepel, HÉV-állomás végállomás          | 0  | Csepeli HÉV 38, 38A, 38, 138                                          |